# Isofrequenza

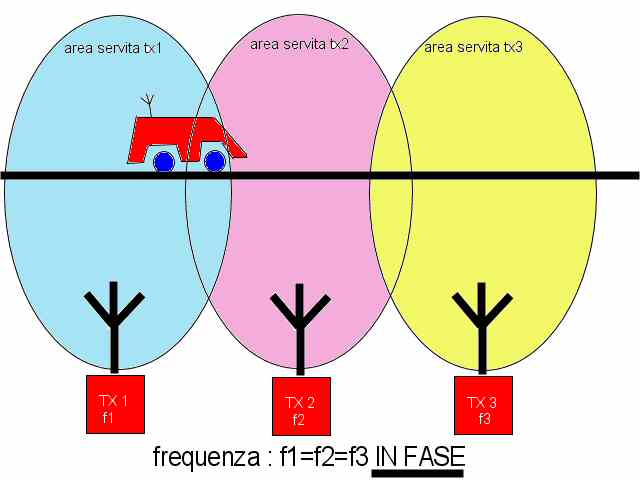
Modello di un sistema di trasmettitori che usano l'isofrequenza.

Nella tecnica della radiodiffusione, con il termine isofrequenza si intende letteralmente sulla stessa frequenza. In pratica, con questa tecnica, una determinata emittente, sia essa analogica che digitale irradia lo stesso segnale da più postazioni, in maniera contemporanea e sulla stessa frequenza.
Ciò permette di ricevere il segnale in qualunque luogo della zona di copertura senza che si rendano necessarie variazioni alla sintonia del ricevitore.
Per la realizzazione di trasmissioni in isofrequenza è necessario che i trasmettitori abbiano la stessa identica frequenza oltre che ad un ritardo massimo consentito della modulazione nelle zone di overlapping, ovvero dove due trasmettitori sovrappongono le coperture radioelettriche.
Sebbene venga adottata anche per trasmissioni radiofoniche analogiche in FM (come ad esempio nel caso delle emittenti italiane Rai Isoradio e RTL 102.5), questa tecnica si adatta particolarmente alle trasmissioni digitali. Lo standard per la televisione digitale terrestre DVB-T permette di sfruttare questa possibilità, dove prende il nome di Single Frequency Network (SFN). Non è possibile, invece, adottare l'isofrequenza per le trasmissioni TV analogiche terrestri.